# Pișchia
Pișchia es una comuna ubicada en el distrito de Timiș, Rumania.

## Superficie
Posee una superficie de 123,6 kilómetros cuadrados.

## Demografía
Hasta 2021 la población era de 3167 habitantes, con una densidad de población de 25,62 habitantes por kilómetro cuadrado.